# Theodor Ottawa

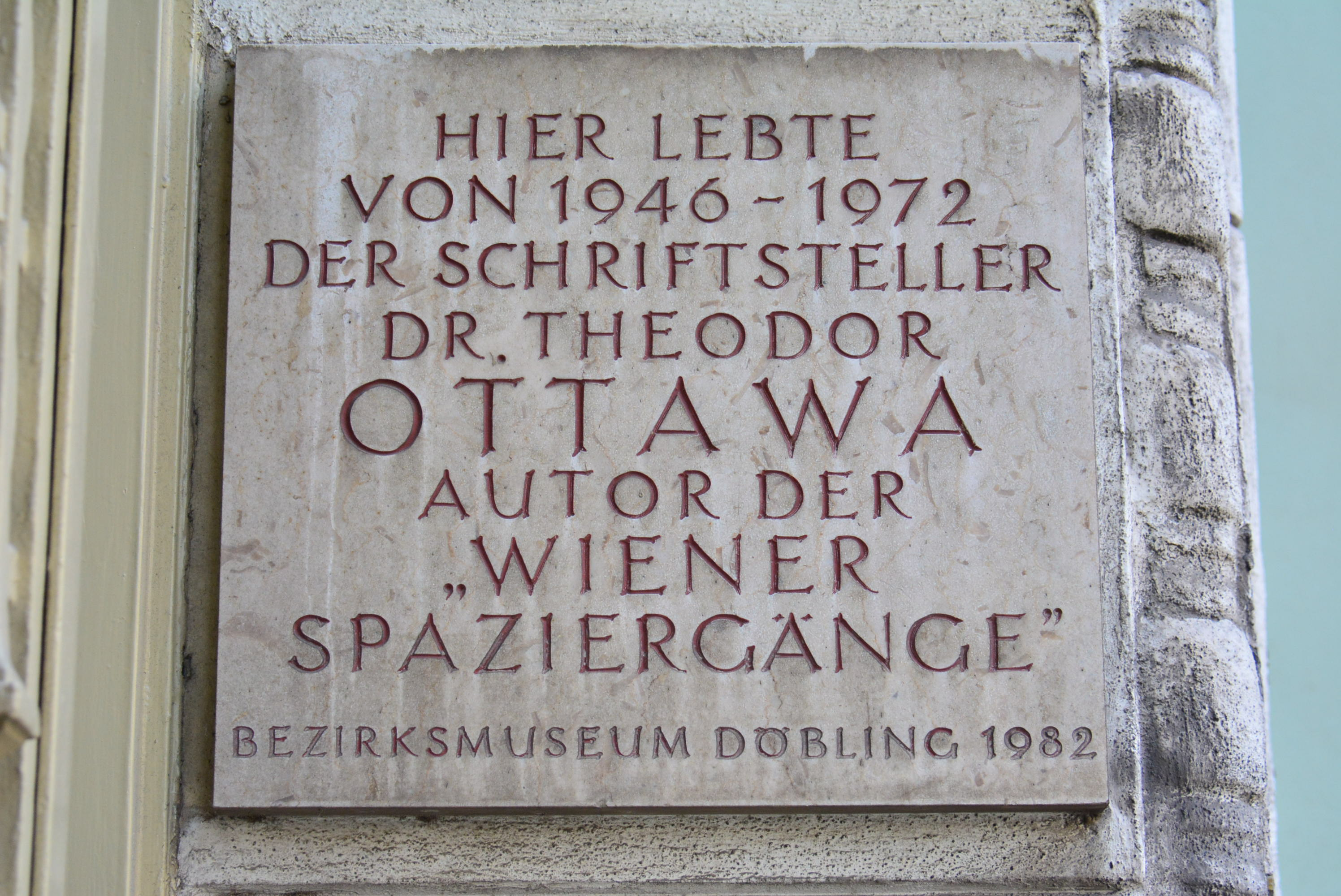
Gedenktafel für Theodor Ottawa

Theodor Ottawa (* 28. Juli 1909 in Leoben; † 19. Juni 1972 in Wien) war ein österreichischer Journalist und Schriftsteller und mehrfach ausgezeichneter Feuilletonist.

## Leben
Theodor Hugo Georg Ottawa entstammte einer österreichischen Beamtenfamilie und studierte als Werkstudent Rechts- und Staatswissenschaften an der Karl-Franzens-Universität Graz, wo er 1934 zum Doktor beider Rechte promoviert wurde. 1939 übersiedelte er nach Wien. Einem Verfahren wegen „Wehrkraftzersetzung“ konnte er sich entziehen, weil 1945 ein Bombentreffer seinen Strafakt vernichtet hatte.
Unmittelbar nach dem Krieg erschienen erstmals seine „Wiener Spaziergänge“, zunächst als satirische Glossen über das Nachkriegs-Wien in der britischen „Weltpresse“ (1945–1950), zweibändig auch in Buchform, später unter anderem im „Neuen Österreich“ (1963–1967) oftmals als mahnende Wortmeldung gegen allzu rasches Verdrängen und Vergessen der belasteten jüngeren Geschichte. Hinter vordergründiger Heiterkeit erwies sich Ottawa in seinen Beiträgen keinesfalls als ein bequemer Zeitgenosse. Die „Wiener Spaziergänge“ wurden sein Markenzeichen. Er brach mit dem Stil vorangegangener „Wiener Spaziergänger“, wie Daniel Spitzer, und ist Vorbild für den Wiener Gegenwartsjournalismus.

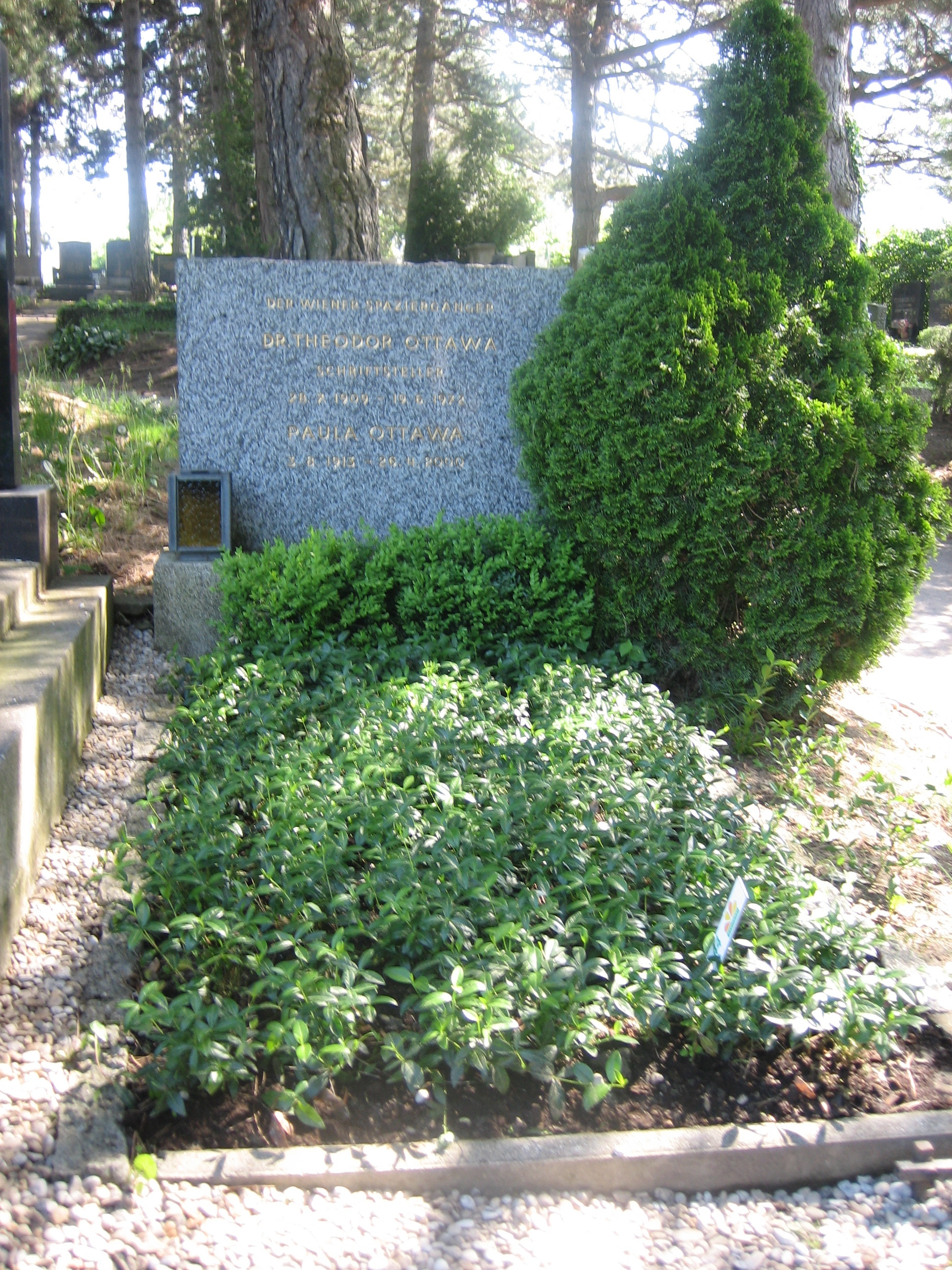
Grabmal von Theodor Ottawa auf dem Neustifter Friedhof

Seit 1949 trat Ottawa auch als Drehbuchautor in Erscheinung. „Der Seelenbräu“ nach Zuckmayer wurde als gelungene österreichische Variante von Don Camillo und Peppone ebenso ein großer Publikumserfolg wie „Hengst Maestoso Austria“ oder „Hallo Taxi“. 
„Der Komödiant von Wien“ – für das deutsche Publikum „Wiener Herzen“, wurde 1954 in den Rosenhügel-Filmstudios gedreht, die in der sowjetischen Besatzungszone liegen. In diesen letzten Lebenstagen Stalins erfasste Kulturkommissare hysterischer vorauseilender Gehorsam. Die Figur des Komödianten, des Wiener Volksschauspielers Alexander Girardi, erschien ihnen zu wenig „revolutionär“ gegen das damalige österreichische Kaiserhaus. Ottawa stellte sich gegen diese Geschichtsfälschung. Nach dem Tod Stalins im März 1953 setzte politisches Tauwetter ein und das Filmprojekt konnte wie geplant umgesetzt werden. Eine Ironie des Schicksals war, dass das Drehbuch 1954 den Preis der Moskauer Filmakademie erhielt.
Seine liebevoll humoristischen Betrachtungen der Wiener Typen wurden etwa im „Wiener Panoptikum“ und anderen Zeitschriften veröffentlicht, oft auch unter den von ihm verwendeten Pseudonymen (Eric Garden, Lois H. Bernegger, Peter Markus). Seine Feuilletons und Kurzgeschichten erschienen in nahezu allen bedeutenden Tages- und Wochenzeitungen des deutschsprachigen Raumes und in Lesebüchern der österreichischen Pflichtschulen.
Daneben war Ottawa auch Textdichter von Wienerliedern und über vierzig Jahre einer der profiliertesten Sportjournalisten, der zum Schöpfer des humoristischen Sportfeuilletons wurde, wie zum Beispiel in „Die dritte Halbzeit“. 
Nach kurzer, schwerer Krankheit starb Theodor Ottawa und wurde am 26. Juni 1972 in einem ehrenhalber gewidmeten Grab auf dem Neustifter Friedhof beigesetzt (Gruppe N, Reihe 11, Nr. 85).
Sein Enkel, Clemens Ottawa, ist ebenfalls als Autor tätig.

## Zitat
„Und dann hob man wieder die Hand zum deutschen Gruß und ging. Österreich war eine Heil-Anstalt geworden – sonst war es immer der Spucknapf Europas – und es herrschte aufrichtige Freude. Freude über die Gasse. Wo immer sich eine Gelegenheit fand – und sie fand sich einfach überall – standen die Leute beisammen und sangen das Deutschlandlied. Und dann ‚Die Fahne hoch’. Die Weise von Horst Wessel. Die Melodie des Deutschlandliedes war bekannt – sie stammte ja von einem Österreicher, dem Volksgenossen Joseph Haydn – nur der Text saß noch nicht recht. Daß er aber mit ‚Deutschland, Deutschland über alles, über alles in der Welt’ beginnt, wußte man. Den Rest summte man mit. Überhaupt war ein ununterbrochenes Summen in der Luft. Das kam davon, weil so viele Menschen sangen. Man hatte gar nicht gedacht, daß es eine solche Menge liederfreudiger Menschen gibt.“
Mein Österreich-Buch, S. 198.

## Schaffen

### Buchveröffentlichungen
- Wiener Spaziergänge. Humboldt, Wien 1947 (Band 1) und 1948 (Band 2).
- Dös san Sachen! Heitere Geschichten rund um den Sport. Sailer, Wien 1949.
- Mein Österreichbuch. Ein Best-Seller in zahlreichen Kapiteln. Mit Illustrationen von Wilfried Zeller-Zellenberg. Kremayr & Scheriau, Wien 1953.
(Eine satirische Bestandsaufnahme des Österreich vor dem Staatsvertrag.)
- Der Mensch fängt erst beim Auto an. Wancura, Wien/Stuttgart 1958.
- Essen und essen lassen. Trostreden verfaßt zwischen 2 Abmagerungskuren. Wancura, Wien/Stuttgart, 1958.
- Kintopp ohne Schminke. Ehrenwirth, München 1956.
(Eine bissige Plauderei über seine Erfahrungen mit dem österreichischen Film.)
- Das Neueste von Max und Moritz. Bergland, Wien 1969.

### Sonstige Veröffentlichungen
Seine Beiträge erschienenen in vielen Zeitungen und Zeitschriften und auch in Sammelbänden, wie:
- Der österreichische Mensch. In: Lachendes Österreich. Anthologie. Kremayr & Scheriau, Wien 1978.
Mit Beiträgen von Herzmanovsky-Orlando, Waggerl, Kreisler, Grünbaum, Farkas, Roda-Roda, Bronner, Torberg, Qualtinger, Grünmandl.

Für die Bunte schrieb Ottawa über ein Jahrzehnt große Dokumentationsserien über Wiener und österreichische Themen, wie „Weltberühmte Wiener Oper“, „Volkssänger und Wienerlied“, „Salzburger Festspiele“, „Leo Slezak“, „Der Poet, der aus dem Walde kam“ (Rosegger), eine Erzherzog Johann/Johanna Plochl-Dokumentation, „Wiener Kabarett“ mit einem berührenden Beitrag über das „Simpl“ und die Ära Grünbaum/Farkas oder eine Serie über das Wiener Varieté Ronacher.

### Filmdrehbücher
- 1950: Der Seelenbräu
- 1951: Der blaue Stern des Südens
- 1954: Wiener Herzen (Der Komödiant von Wien)
- 1955: An der schönen blauen Donau
- 1955: Die Sennerin von St. Kathrein
- 1956: Der Schandfleck
- 1956: Hengst Maestoso Austria
- 1956: Försterliesel
- 1956: Dort oben, wo die Alpen glühen
- 1958: Einmal noch die Heimat seh’n
- 1958: Hallo Taxi
- 1960: Heimweh nach dir, mein grünes Tal (Mein Vaterhaus steht in den Bergen)
- 1961: Der Orgelbauer von St. Marien
- 1962: Romanze in Venedig
- 1965: Das Mädel aus dem Böhmerwald

### Arbeiten für Rundfunk und Fernsehen
Hörfunkreihen, u. a. mit Fritz Muliar oder Hans Thimig („Besuch am Montag“) Hörspiele, Gedenksendungen, so für Kurt Tucholsky, Fritz Grünbaum und Karl Föderl. 
Für das Fernsehen Beiträge über den Wienerliederkomponisten Johann Sioly sowie eine Moser-Hörbiger-Sendung „Die bessern älteren Herrn“. 

### Liedtexte
- Servus Wien. Wienerlied und Slowfox. Musik: Erwin Halletz, 1964
- Komm und flieg mit uns. Marschlied. Worte: Wilhelm Hufnagl und Theodor Ottawa. Musik: Carl M. Zwerenz und Norbert Pawlicki. 1964
- Heut spielt der Strauß. Wienerlied. 1965